# Márványos keresztespók
A márványos keresztespók (Araneus marmoreus) a pókszabásúak (Arachnida) osztályának a pókok (Araneae) rendjéhez, ezen belül a főpókok (Araneomorphae) alrendjéhez és a keresztespókfélék (Araneidae) családjához tartozó faj.

## Megjelenése
Nősténye 9–15, hímje 5–9 mm hosszú. Színezetében, sőt mintázatában is Európa egyik legváltozatosabb megjelenésű keresztespókja. Fejtora és lábai világosbarnák. A fejtor középoldalsávja, valamint a lábak ízeinek vége sötétbarna. A potroh alakjára jellemző, hogy a középső szakaszán a legszélesebb, vállakat nem visel. A potroh alapszíne nagyon változó. Gyakran világosszürke, de sárga vagy zöldes is lehet. A háti oldalon általában felismerhető a terebélyes tölgylevélre emlékeztető címerfolt. Ezen belül kisebb-nagyobb világos gömbölyded foltokból álló rajzolat van.